# Nils Baratella
Nils Baratella (* 1973) ist ein deutscher Philosoph.

## Biografie
Baratella studierte von 2003 bis 2009 Philosophie, Geschichte und Neuere Deutsche Literatur. Im Anschluss wurde er an der Freien Universität Berlin zur Promotion zugelassen, bevor er von 2010 bis 2013 Stipendiat des Graduiertenkollegs „Selbstbildungen – Praktiken der Subjektivierung“ an der Carl von Ossietzky Universität Oldenburg wurde. Ab 2013 war er wissenschaftlicher Mitarbeiter am Institut für Philosophie der Universität Oldenburg, wo er zudem als Vertrauensdozent der Rosa-Luxemburg-Stiftung fungierte. Von 2013 bis 2014 war er außerdem als Lektor am Institut für Sportwissenschaft und Sportpädagogik der Universität Bremen tätig. 2022 wurde Baratella auf eine Professur am Fachbereich Sozial- und Kulturwissenschaften der Hochschule Düsseldorf berufen.

## Forschungsschwerpunkte
Baratellas Forschungsschwerpunkte liegen in der Geschichte der Philosophie, der Sozialphilosophie, der Politischen Philosophie, der philosophischen und historische Anthropologie sowie im Deutschen Idealismus. Er setzt sich auseinander mit Theorien der Gewalt, Ideengeschichte, Subjektivierungsforschung und Sportphilosophie. Dabei liegt sein historischer Fokus auf Georg Wilhelm Friedrich Hegel, Friedrich Nietzsche, Hannah Arendt und Hans Blumenberg.

## Publikationen (Auswahl)

### Monografien
- Nils Baratella, Ansgar Lorenz, Stefania Maffeis und Juliane Eva Reichert: Hannah Arendt. Philosophie für Einsteiger. Wilhelm Fink, Paderborn 2017, ISBN 978-3-7705-5952-7 (88 S.).
- Nils Baratella: Das kämpferische Subjekt. Der Kampf als Subtext moderner Subjektphilosophie und seine Aufführung im Boxring. Wilhelm Fink, Paderborn 2015, ISBN 978-3-7705-5882-7 (306 S.).

### Herausgaben
- Alexander Max Bauer und Nils Baratella (Hrsg.): Oldenburger Jahrbuch für Philosophie 2019/2020. BIS-Verlag, Oldenburg 2021, ISBN 978-3-8142-2391-9 (292 S.).
- Alexander Max Bauer und Nils Baratella (Hrsg.): Oldenburger Jahrbuch für Philosophie 2017/2018. BIS-Verlag, Oldenburg 2019, ISBN 978-3-8142-2378-0 (357 S.).
- Jessica Hoffmann, Helena Seidel und Nils Baratella (Hrsg.): Geschichte der Freien Universität Berlin. Ereignisse – Orte – Personen. Frank & Timme, Berlin 2008, ISBN 978-3-86596-205-8 (310 S.). Online

### Beiträge in Sammelbänden
- Nils Baratella: Boxen und MMA. Die Liberalisierung des Kampfsports. In: Swen Körner und Leo Istas (Hrsg.): Martial Arts and Society. Zur gesellschaftlichen Bedeutung von Kampfkunst, Kampfsport und Selbstverteidigung. Feldhaus Edition Czawlina, Hamburg 2017, ISBN 978-3-88020-657-1.
- Nils Baratella: An seinen Grenzen wird das Selbst zum Selbst. Die Reflexivität des Boxers. In: Swen Körner und Volker Schürmann (Hrsg.): Reflexive Sportwissenschaft. Konzepte und Fallanalysen. Lehmanns, Berlin 2015, ISBN 978-3-86541-729-9.

### Artikel in Fachzeitschriften
- Nils Baratella: Selbsterzeugung im Wettkampf. Das Ideal des Agon als Kritik der Konkurrenz. In: Nietzscheforschung. Band 26, Nr. 1, 2019, ISSN 2191-9259, S. 311–322, doi:10.1515/NIFO-2019-0021.
- Nils Baratella: Kritik und Wandel. Subjektivität und die Herstellung von Veränderbarkeit. In: Allgemeine Zeitschrift für Philosophie. Band 39, Nr. 1, 2014, ISSN 0340-7969, S. 59–71.
- Nils Baratella: Der Ring, in gleißendes Licht getaucht. Die totale Sichtbarkeit des Boxens. In: Allgemeine Zeitschrift für Philosophie. Band 6, Nr. 2, 2012, ISSN 1867-1845, S. 339–354, doi:10.28937/1000107468.